# José Cabral (fotógrafo)
José Cabral (Lourenço Marques, 1952 – Maputo, 21 de abril de 2025) foi um dos mais relevantes e originais fotógrafos moçambicanos. Com uma carreira que atravessou cinco décadas, destacou-se por um olhar profundamente humanista e autobiográfico, afastado dos clichés da fotografia africana marcada pelo exotismo ou pela vitimização.

## Biografia
Filho de um técnico dos Caminhos de Ferro de Moçambique e amador de fotografia, começou a fotografar ainda adolescente. Em 1975, logo após a independência de Moçambique, tornou-se profissional, trabalhando para o Instituto Nacional de Cinema. Atuou como fotojornalista na Agência de Informação de Moçambique (AIM) e nos jornais Notícias e Domingo, onde colaborou com Ricardo Rangel. Trabalhou ainda para o Ministério da Agricultura e para a UNICEF.
Entre 1986 e 1990 foi professor no Centro de Formação Fotográfica, sendo uma figura chave na transição entre o coletivo da chamada \"escola moçambicana de fotografia\" e a afirmação de trajetórias individuais autorais. A sua obra rompeu com o estilo militante e documental dominante, propondo uma abordagem intimista, sensível, por vezes autobiográfica.
Realizou diversas viagens, com destaque para estadias em Itália (1987), EUA (1996, como bolseiro da Mid-American Arts Alliance) e Portugal (desde 1999). Nessas viagens consolidou um olhar culto, informado pela literatura, cinema e pelas tradições documentais e artísticas da fotografia.

## Estilo e obra
Cabral desenvolveu uma linguagem visual que escapava à neutralidade da reportagem clássica. Em vez de miséria, guerra ou vitimização, preferiu documentar a complexidade do quotidiano com ternura e sentido crítico. Fotografou rostos, crianças, árvores, paisagens e o próprio corpo em autorretratos e reflexos, propondo um documentarismo autoral e poético.
A exposição As Linhas da Minha Mão (2006) foi um marco na sua afirmação como artista singular. Seguiram-se Urban Angels / Anjos Urbanos (2009–2010), Espelhos Quebrados (2012–2013) e o livro Moçambique (XYZ Books / Kulungwana, 2018), uma antologia da sua obra com curadoria de Alexandre Pomar e Filipe Branquinho.

## Legado
Cabral foi reconhecido como um \"mestre indisciplinado\" e uma referência incontornável para as novas gerações de fotógrafos moçambicanos, como Mário Macilau, Mauro Pinto e Filipe Branquinho. A sua obra influenciou profundamente a forma como se entende a fotografia de autor em Moçambique.
Faleceu em Maputo, a 21 de abril de 2024, aos 72 anos. A sua morte foi amplamente lamentada por figuras da cultura moçambicana e pela comunidade artística internacional.

## Exposições individuais selecionadas
- 1995 – A Guerra da Água, Maputo
- 1998 – Mueda, Planalto Maconde, Museu Nacional de Arte (Maputo) e Museu Nacional de Etnologia (Nampula)
- 2006 – As Linhas da Minha Mão, Photofesta, Maputo
- 2009–2010 – Urban Angels / Anjos Urbanos, Lisboa e Maputo
- 2012–2013 – Espelhos Quebrados, Maputo e Lisboa
- 2018–2019 – Moçambique, Maputo e Beira
- 2023 – Americanos (1996), Camões – Centro Cultural Português, Maputo